# アストリア駅
座標: 北緯47度29分40秒 東経19度03分36秒 / 北緯47.4944度 東経19.06度
アストリア駅（-えき）とはハンガリー共和国ブダペスト県ブダペスト市に位置するブダペスト地下鉄2号線の駅である。

## 駅構造
- 島式ホーム1面2線を有す地下駅。
- 深さ29.7m地点に存在する。

## 駅周辺
- アストリア

## 歴史
- 1970年4月2日 - 開業。

## 隣の駅
ブダペスト地下鉄
■2号線
デアーク・フェレンツ広場駅 - アストリア駅 - ブラハ・ルイザ広場駅